# Ostama junctissima
Ostama junctissima är en insektsart som beskrevs av Frederick Arthur Godfrey Muir 1926. Ostama junctissima ingår i släktet Ostama och familjen sporrstritar. Inga underarter finns listade i Catalogue of Life.